# Tuyến nước bọt mang tai
Tuyến nước bọt mang tai (thường được gọi đơn giản là "tuyến mang tai") là một tuyến nước bọt chính ở nhiều động vật. Ở người, có hai tuyến nước bọt mang tai ở hai bên miệng và nằm trước hai tai. Đây là hai tuyến nước bọt có kích thước lớn nhất. Mỗi tuyến mang tai bao bọc xung quanh ngành lên xương hàm, và tiết ra nước bọt thông qua ống Stensen (hay ống tuyến nước bọt mang tai) đổ vào trong miệng, để tạo điều kiện cho việc nhai, nuốt và bắt đầu quá trình tiêu hóa thức ăn.

## Hình ảnh

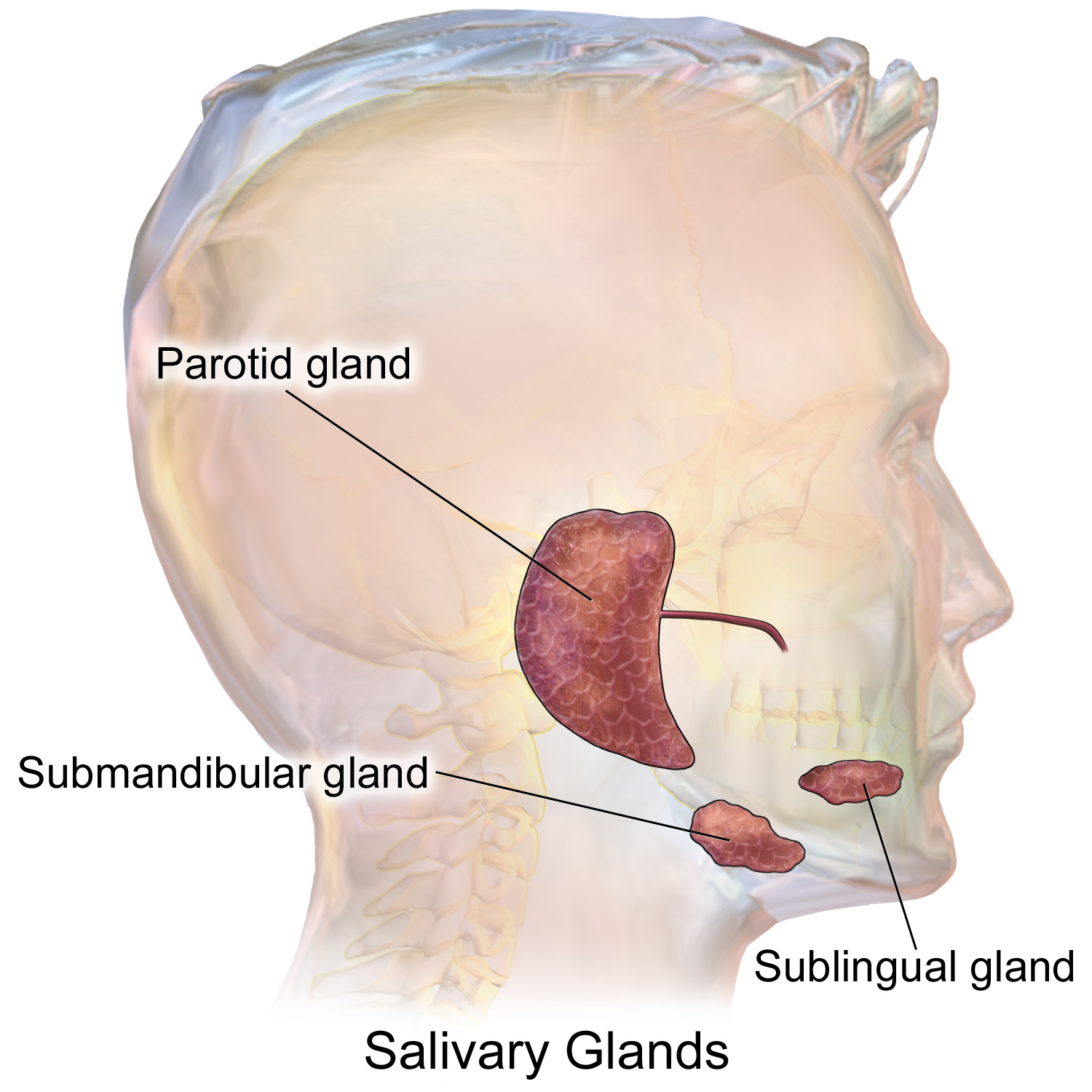
Các tuyến nước bọt
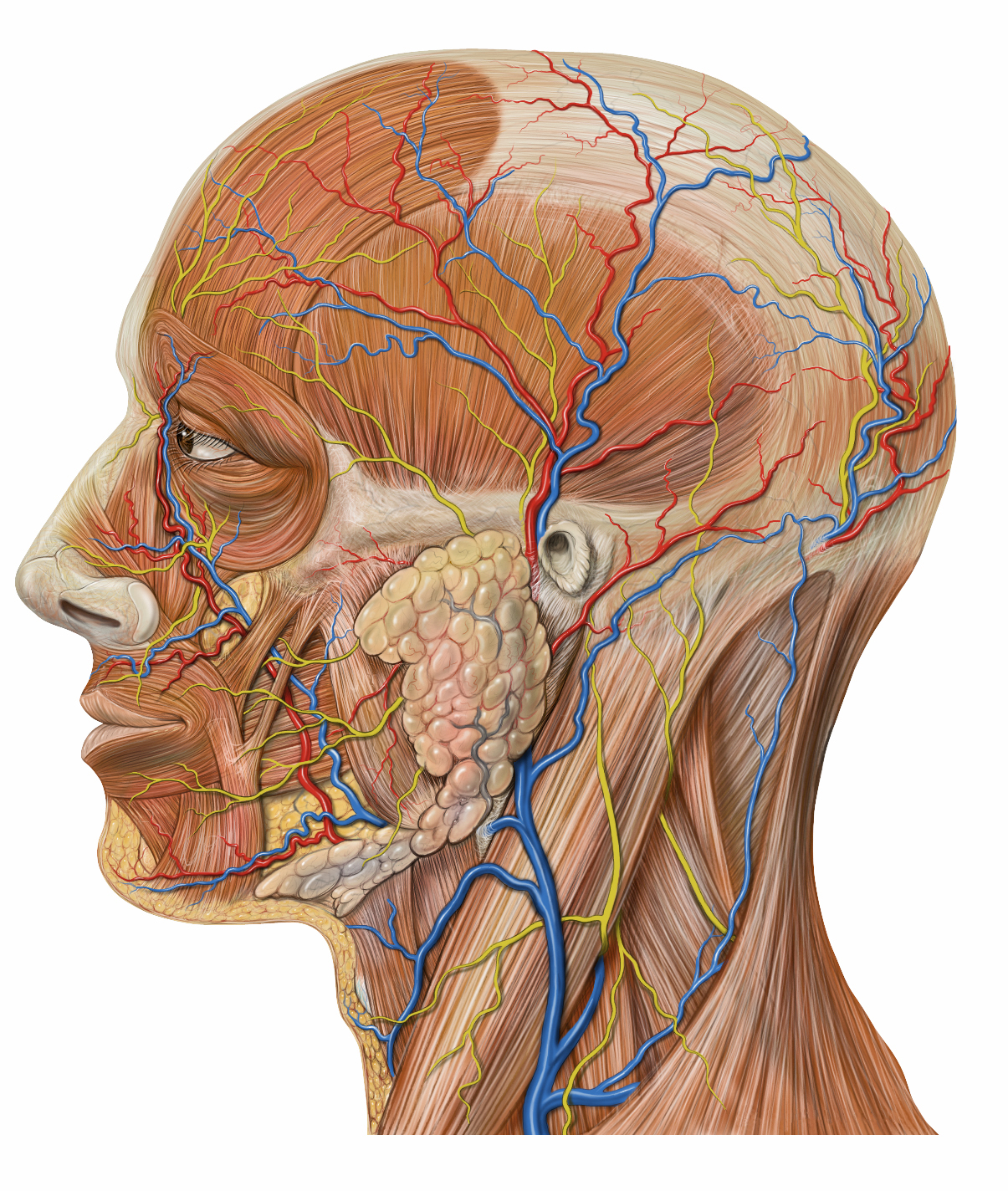
chi tiết giải phẫu đầu
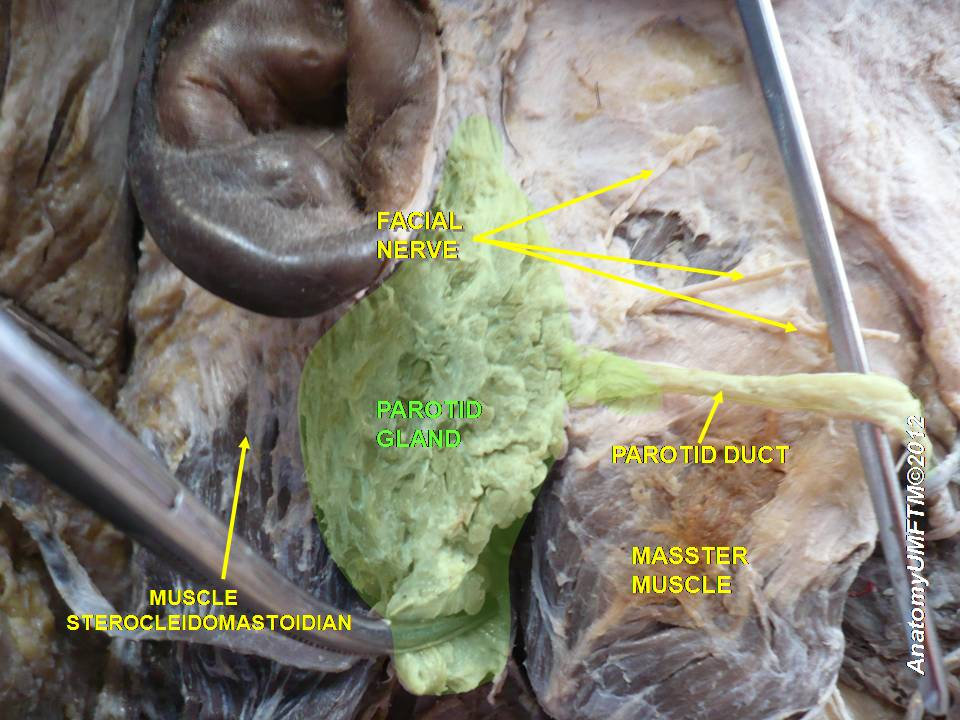
Tuyến nước bọt mang tai
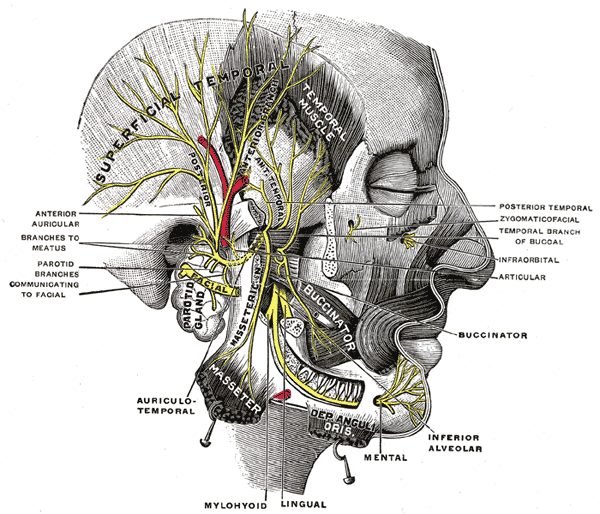
Phân chia xương hàm của dây thần kinh sinh số ba (Dây thần kinh thứ 5)